# ロートン (オクラホマ州)
ロートン（英: Lawton）は、アメリカ合衆国オクラホマ州の都市。コマンチ郡の郡庁所在地である。人口は9万0381人（2020年）。州都オクラホマシティの南西130 キロメートルに位置し、ウィチタ山脈に近い。ロートン都市圏の中核である。
ロートンはカイオワ族、コマンチ族およびアパッチ族インディアンが住んでいた居留地に、ホームステッド開発のための籤によって解放された町として1901年に設立された。ロートンという名前は、南北戦争で名誉勲章を受章し、米比戦争で戦死したヘンリー・ウェア・ロートン少将に因んだものだった。アメリカ陸軍のシル砦に近いことで、20世紀を通じて経済と人口の安定がもたらされた。
ロートンの経済は現在でもシル砦に大きく依存しているが、製造業、高等教育、健康管理および小売業にまで拡がって成長してきた。ロートンにはロートン・フォートシル地域空港と州間高速道路44号線を利用して行くことができる。グレートプレーンズ・コロシアムでは運動競技などが開催され、多くの公園、湖、博物館や祭でレクリエーションが行われている。

## 歴史
ロートンの歴史はインディアン準州内に1869年に設立されたシル砦と密接な関係がある。
1891年、アメリカ合衆国議会はインディアン指導者達と会合して白人の入植を認めさせるための使節団を指名した。何年にもわたって議論や法的な操作が行われた後、ウィリアム・マッキンリー大統領は、1エーカー (4,000 m2) 1ドル未満の代償で200万エーカー (8,000 km2) の土地を連邦政府が管理するという宣言を出した。

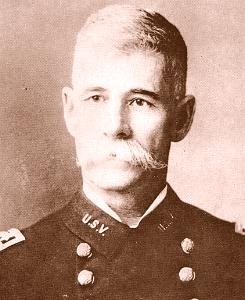
ヘンリー・ウェア・ロートン少将

ロートンはコマンチ郡の郡庁所在地に指定された320エーカー (1.3 km2) の土地が始まりだった。シル砦の総務部長で酋長ジェロニモの追跡と捕獲に関わったヘンリー・ウェア・ロートン少将に因んで町の名前が付けられた。ジェロニモはシル砦のオールドポスト衛兵所に拘禁された後、1909年2月17日に死ぬまでこの地域に留まっていた。1901年8月6日から町の区画がオークションに掛けられ、開拓者に開放された。この手続は60日後に終わった。
同年9月25日にロックアイランド鉄道がロートンまで延伸され、その後間もなくフリスコ線も接続された。ロートンからあらゆる方向に伸びる道路も開通した。最初の道路は市から北と南に延びる州道8号線と36号線であり（後にアメリカ国道277号線と281号線になった）、東西方向は州道7号線だった（ロートン市の東は現在でも州道7号線だが、西側はアメリカ国道62号線と州道7号線双方に指定されていた。近年、アメリカ国道62号線のみとなった）。1930年代後半までに、アメリカ国道62号線と277号線によってオクラホマシティと接続され、西側はアメリカ国道62号線でアルタスを経由してテキサス州のパンハンドル部に、南側はアメリカ国道277号線と281号線を経由してテキサス州ウィチタフォールズと繋がった。
最初の市政選挙は1901年10月24日行われた。当初2つあった新聞の1つ、ロートン・デイリー・デモクラットは1911年に発刊され、その後ロートン・コンスティチューションになった。
アメリカ合衆国が第一次世界大戦に参戦したことで、シル砦とロートンの成長が加速された。シル砦の直ぐ北にあるロートンカ湖の水500万ガロン (19,000 m3) が使えることで、陸軍省がキャンプ・ドニファンという大きな野営地を設置することになった。ここは1922年まで使われた。第一次世界大戦後、ロートンの人口は急速に成長し、1930年の18,055人から1940年の34,757人と2倍近くになった。第二次世界大戦後の1960年には61,697人に達した。
特に1940年代と1950年代は大きな成長を経験し、市当局はメディシン公園に近いスコット山の麓にあるロートンカ湖から摂取できる水を補うために他の水源を探した。1950年代後半、市はコマンチ郡北部のイーストキャッシュ・クリークに沿った広大な土地を買収し、1959年にはエルジンの西、アメリカ国道277号線の直ぐ北に、このクリークを堰き止めた人造湖を建設した。この湖はロートンの元市長でソフトドリンクの製造業者であるC・R・エルスワースに因んでエルスワース湖と名付けられ、1960年代初期に運用を始められると、追加水源として機能しただけでなく、レクリエーションの場の提供やキャッシュ・クリークの洪水制御の機能も果たした。実際にロートンの下流で東側から南方のコットン郡ウォルターズ近くまで、激しい雨が降っても効果を発揮した。
1966年、ロートンは市の東、北東、西および北西の市境から数マイル拡張し、東はイーストキャッシュ・クリークの向こうまで、西は82番通りまで拡がった。1970年代に行われた都心部の再生によって中心街が生まれ変わった。市が設立された時代にまで遡ることのできる多くの建物は、屋内型ショッピングセンター建設のために解体された。
1998年6月23日、隣接するフォートシルを併合して市域が拡がった。2005年の基地再編および閉鎖計画の執行でも、ロートンは人口と経済の成長を継続すると期待されている。

## 地理
ロートンは北緯34度36分16秒 西経98度23分45秒 / 北緯34.60444度 西経98.39583度に位置する。
アメリカ合衆国国勢調査局によれば、市域全面積は75.1平方マイル (194.6 km2)であり、全て陸地である。オクラホマシティからは南西84マイル (134 km) に位置する。
ロートンがある地域はグレートプレーンズには典型的なものであるプレーリー、少ない樹木、なだらかに起伏する平らな地形という特徴がある。市の北には、スコット山や地域最高峰のピンチョー山などのウィチタ山脈がある。

### 気候
ロートンはステップ気候（ケッペンの気候区分BSk）に属し、夏の間は一様に暑く乾燥するのを除き、日々変化しやすい天候である。夏は通常南や南西から強風が吹くことが多く、暑さを幾分和らげている。冬に時として吹く北風は寒さを厳しくしている。
オクラホマ州南西部にあるロートンの年間平均気温は 62°F(17℃) である。夏は極めて暑く、ロートンでは 100°F(38℃) を超える日が平均して35日ある。冬は通常温暖であるが極端に寒い期間もある。ロートンでは 32°F(0℃) を下回る日が平均して3ないし6日ある。 年間降水量は39.4インチ (1,000 mm)、降雪量は3インチ (7.5 cm) に満たない。
ロートンは竜巻道と呼ばれる地域のまさにその中に位置しており、4月下旬から6月初めに掛けて厳しい天候を経験しがちである。1957年には藤田スケールでF4、1974年には同F3の竜巻がロートン市南部を襲った。
| ロートン (オクラホマ州)の気候             | ロートン (オクラホマ州)の気候 | ロートン (オクラホマ州)の気候 | ロートン (オクラホマ州)の気候 | ロートン (オクラホマ州)の気候 | ロートン (オクラホマ州)の気候 | ロートン (オクラホマ州)の気候 | ロートン (オクラホマ州)の気候 | ロートン (オクラホマ州)の気候 | ロートン (オクラホマ州)の気候 | ロートン (オクラホマ州)の気候 | ロートン (オクラホマ州)の気候 | ロートン (オクラホマ州)の気候 | ロートン (オクラホマ州)の気候 |
| 月                                        | 1月                           | 2月                           | 3月                           | 4月                           | 5月                           | 6月                           | 7月                           | 8月                           | 9月                           | 10月                          | 11月                          | 12月                          | 年                            |
| ----------------------------------------- | ----------------------------- | ----------------------------- | ----------------------------- | ----------------------------- | ----------------------------- | ----------------------------- | ----------------------------- | ----------------------------- | ----------------------------- | ----------------------------- | ----------------------------- | ----------------------------- | ----------------------------- |
| 最高気温記録 °C （°F）                    | 29 (85)                       | 36 (97)                       | 37 (98)                       | 38 (100)                      | 45 (113)                      | 46 (114)                      | 46 (114)                      | 49 (120)                      | 43 (110)                      | 40 (104)                      | 36 (97)                       | 31 (88)                       | 49 (120)                      |
| 平均最高気温 °C （°F）                    | 11 (51.8)                     | 13.9 (57.1)                   | 18.6 (65.5)                   | 23.8 (74.9)                   | 27.9 (82.3)                   | 32.7 (90.8)                   | 35.7 (96.2)                   | 35.6 (96.1)                   | 31.1 (87.9)                   | 25.1 (77.2)                   | 17.7 (63.8)                   | 12.1 (53.7)                   | 23.8 (74.8)                   |
| 平均最低気温 °C （°F）                    | −2.7 (27.1)                   | −0.4 (31.2)                   | 3.8 (38.9)                    | 9.4 (49.0)                    | 14.6 (58.2)                   | 19.3 (66.8)                   | 21.5 (70.7)                   | 21 (69.8)                     | 16.8 (62.2)                   | 10.3 (50.6)                   | 3.4 (38.2)                    | −1.2 (29.8)                   | 9.7 (49.4)                    |
| 最低気温記録 °C （°F）                    | −24 (−11)                     | −19 (−3)                      | −14 (6)                       | −6 (22)                       | −1 (30)                       | 7 (45)                        | 11 (52)                       | 8 (46)                        | 2 (35)                        | −9 (16)                       | −12 (11)                      | −22 (−8)                      | −24 (−11)                     |
| 降水量 mm （inch）                        | 30.2 (1.19)                   | 34.5 (1.36)                   | 50.8 (2.00)                   | 72.1 (2.84)                   | 126.2 (4.97)                  | 95.8 (3.77)                   | 59.2 (2.33)                   | 60.5 (2.38)                   | 82.3 (3.24)                   | 83.8 (3.30)                   | 43.4 (1.71)                   | 39.1 (1.54)                   | 777.7 (30.62)                 |
| 降雪量 cm （inch）                        | 3.6 (1.4)                     | 3.3 (1.3)                     | 1.3 (0.5)                     | 0 (0)                         | 0 (0)                         | 0 (0)                         | 0 (0)                         | 0 (0)                         | 0 (0)                         | 0 (0)                         | 0.3 (0.1)                     | 1.5 (0.6)                     | 10.2 (4.0)                    |
| 平均降水日数 （≥0.01 in）                 | 4.2                           | 4.3                           | 6.2                           | 6.1                           | 7.8                           | 7.3                           | 4.7                           | 5.6                           | 6.3                           | 5.7                           | 4.9                           | 4.3                           | 67.4                          |
| 平均降雪日数 （≥0.1 in）                  | 0.3                           | 0.3                           | 0                             | 0                             | 0                             | 0                             | 0                             | 0                             | 0                             | 0                             | 0                             | 0.1                           | 0.7                           |
| 出典：The Western Regional Climate Center |                               |                               |                               |                               |                               |                               |                               |                               |                               |                               |                               |                               |                               |

## 人口動態
以下は2006年の国勢調査推計による人口統計データである。
| 基礎データ - 人口: 92,757人 - 世帯数: 31,778世帯 - 家族数: 22,530家族 - 人口密度: 476.6人/km2（1,234.5人/mi2） - 住居数: 36,433軒 - 住居密度: 187.2軒/km2（484.9軒/mi2） 人種別人口構成 - 白人: 61.34% - アフリカン・アメリカン: 23.06% - ネイティブ・アメリカン: 3.81% - アジア人: 2.46% - 太平洋諸島系: 0.44% - その他の人種: 3.96% - 混血: 4.93% - ヒスパニック・ラテン系: 9.40% 年齢別人口構成 - 18歳未満: 27.8% - 18-24歳: 15.3% - 25-44歳: 31.4% - 45-64歳: 16.3% - 65歳以上: 9.3% - 年齢の中央値: 29歳 - 性比（女性100人あたり男性の人口） - 総人口: 108.8 - 18歳以上: 110.7 | 世帯と家族（対世帯数） - 18歳未満の子供がいる: 39.6% - 結婚・同居している夫婦: 51.7% - 未婚・離婚・死別女性が世帯主: 15.3% - 非家族世帯: 29.1% - 単身世帯: 24.6% - 65歳以上の老人1人暮らし: 7.8% - 平均構成人数 - 世帯: 2.61人 - 家族: 3.12人 収入と家計（2007年推計） - 収入の中央値 - 世帯: 32,521米ドル - 家族: 37,831米ドル - 性別 - 男性: 27,573米ドル - 女性: 21,623米ドル - 人口1人あたり収入: 15,397米ドル - 貧困線以下 - 対人口: 16.3% - 対家族数: 14.2% - 18歳以下: 22.2% - 65歳以上: 10.8% |

## 経済と労働力
ロートンの大きな雇用主は政府、製造業および小売業である。ロートン都市圏は2008年の総生産が42億ドルで州内の都市圏では第4位であり、中でも政府関連で21億ドルと半分を占めている。シル砦は常勤雇員が5,000人を超え、ロートン最大の雇用主である。民間の最大雇用主は常勤2,400人を抱えるグッドイヤー・タイヤ・アンド・ラバー社である。その他主要雇用主としては、ロートン公共教育学区、コマンチ郡記念病院、ロートン市役所、キャメロン大学およびアシュラント・ソリューションズがある。
ロートン市内には2つの大きな工業パークがある。1つは南西部にあり、もう1つはロートン・フォートシル地域空港近くにある。
現在ロートン市は中心街再活性化計画を進行中である。その目標は北はエルマー・トマス公園から南はセントラル・モールまでの地域を再設計し、見た目に楽しく、歩行者に優しいものとして、地域内の事業の成長を奨励することである。
ロートンには2000年時点で30,818人に被雇用文民がおり、そのうち女性は15,371人である。被雇用文民の中で19,287人 (62.6%) は賃金給与労働者である。この中で754人（ロートンの文民労働者の2.4％）は民間会社の従業員である。1.572人 (5.1%) は民間非営利の賃金給与労働者である。2,233人 (7.2%) は地方政府で働いている。2,122人 (6.9%) は州政府の労働者である。3,736人 (12.1%) は連邦政府の労働者である。1,802人 (5.8%) は自営業である。50人 (0.2%) は農業、林業、漁業あるいは狩猟業である。66人 (0.2%) は無給の家庭内労働者である。

## 教育

### 高等教育

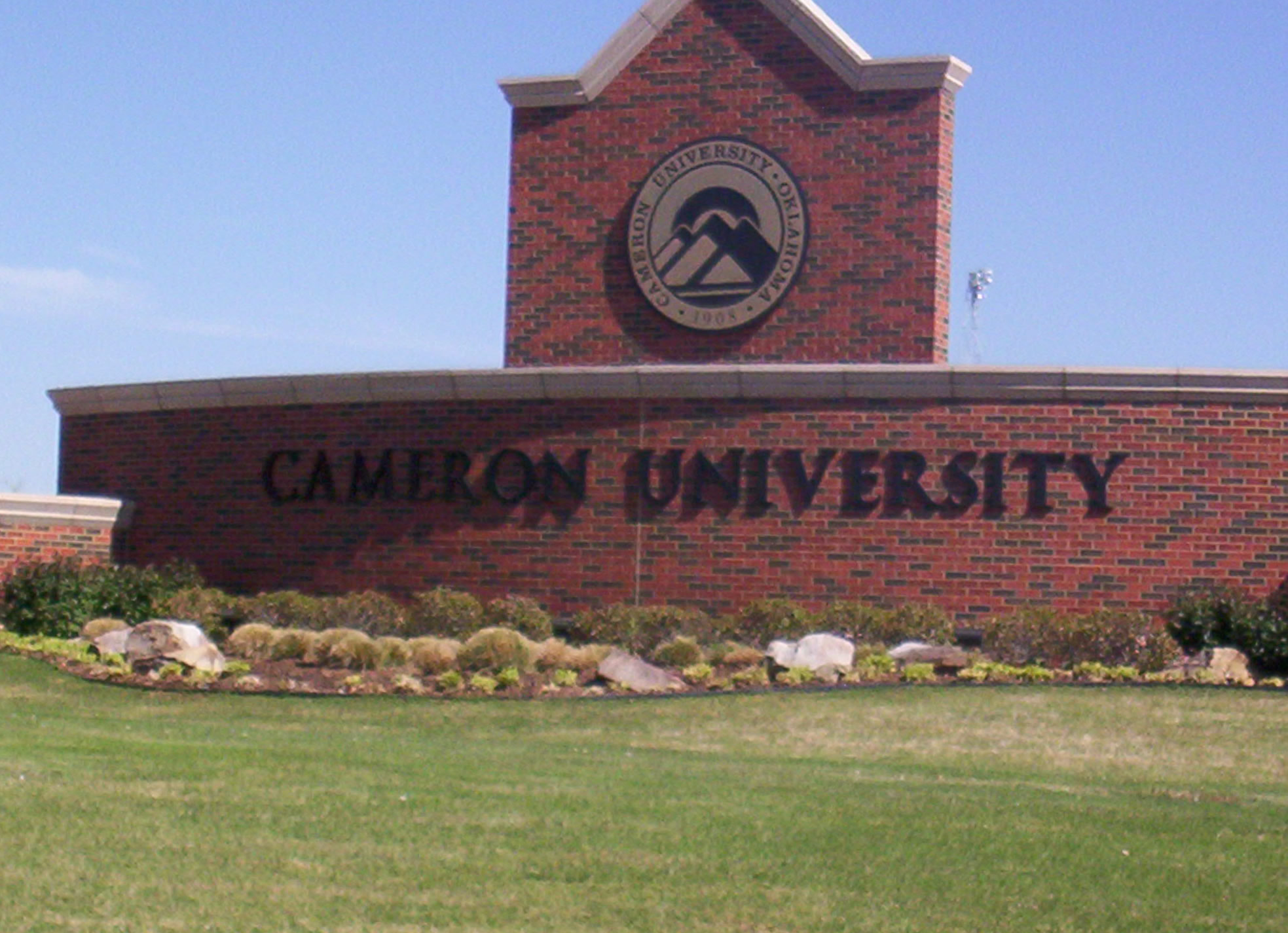
キャメロン大学

キャメロン大学はオクラホマ州南西部で最大の四年制州立大学であり、経営、教育、教養および科学技術の分野で50以上の学位取得プログラムを提供している。1909年の設立で、毎年秋に6,000人の学生を迎え、70人の教員を採用している。
ロートンにはオクラホマ州職業技術教育システムの一部であるグレートプレーンズ技術センターもある。ここでは地域住民の職業教育、訓練および機会開発を行っている。

### 初等中等教育
ロートン公共教育学区がロートン市内の大半の教育を管轄している。この学区では2つの幼稚園前センター、26の小学校、4の中学校および3の高校を運営している。高校はアイゼンハワー、ロートンおよびマッカーサーの各高校である。他にビショップとマウンドの付属教育学区がロートン市の一部を管轄している。ビショップ教育学区は小学校1校、マウンド教育学区は小中学校1校を運営している。これらの学区に住む中等クラスの生徒はロートンの公立学校に入学する。ロートン最西端の小さな地区はキャッシュ公立教育学区が管轄している。
市内にはセントメアリーズ・カトリック・スクールとユニオン・バプテスト・クリスチャン・アカデミーという公共教育学区に含まれない小学校が2校ある。ロートン・クリスチャン・スクールは市内唯一の私立独立高校である。この学校は1976年に設立され、幼稚園前から12年生までの教育を行い、生徒数は426人である。

## 芸術と文化

### 行事と祭
ロートンでは毎年開催される「プリンス・オブ・ピース」復活祭受難劇など多くの恒例行事がある。「プリンス・オブ・ピース」は毎年聖週間の枝の主日から復活祭前夜までウィチタ山脈野生生物保護区のホーリーシティで開催されている。国内でも最も長く続いている復活祭受難劇の1つであり、1949年の映画『プリンス・オブ・ピース』の舞台になった。
5月にはロートン・アーツ・フォー・オールがアーツ・フォー・オール祭を開催する。この祭では幾つかの芸術コンクールや生の公演が行われる。通常はシェプラー公園で開催されている。
ロートンではまた国際フェスティバルが開催される。この祭では多くの文化、芸術および音楽が紹介される。1979年に始まっており、9月下旬にエルマー・トマス公園で開催されている。

### 博物館
ロートンは一般に公開されている博物館が3館ある。グレートプレーンズ博物館はロートン初期の歴史とグレートプレーンズの開拓に特化した博物館である。レッド川交易基地、当初のブルービーバー学校、およびエルジン鉄道駅とフリスコ機関車の模型がある。
シル砦博物館は現在のシル砦内にあり、砦の古い囲い、幾つかの時代物建築物および大砲が展示されている。この古い砦は国定歴史史跡に登録されている。
コマンチ国立博物館文化センターはコマンチ族が運営しており、過去および現在のコマンチ族文化に関する展示や芸術に焦点を当てている。

### 公園とレクリエーション

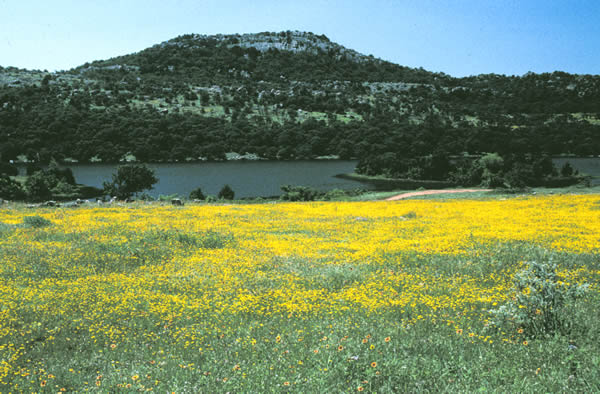
スコット山の眺め

ロートンには最大のエルマー・トマス公園を初め様々な大きさの80の公園とレクリエーション地域がある。これらの公園と共にロートンカ湖、エルズワース湖およびエルマー・トマス湖という3つの湖が近くにあり、ボート漕ぎ、水泳、キャンプおよび釣りが許可されている。
市の北西はウィチタ山脈野生生物保護区があり、オクラホマ州南西部の自然動物相保護のためにアメリカ合衆国魚類野生動物庁が管理している。この保護区には観光案内所、幾つかのキャンプ場、ハイキング道、および多くの湖が大衆に開放されている。

### スポーツ
ロートンのスポーツとしてはまずキャメロン大学運動部のアジーズがある。アジーズはローンスター・カンファランスのディビジョンIIに属している。1987年のNAIAフットボール国内選手権で勝利したが、現在はフットボール部が無い。男女のバスケットボール、テニス、野球とソフトボールなどは他校と競い合っている。
プレミア・バスケットボール・リーグに属するロートン・フォートシル・カルバリーがロートンを本拠地にしている。2007年にそれまで3度チャンピオンになったオクラホマシティからロートンに拠点を移した。
市内には多くのアマチュア・リーグ組織もある。成人ソフトボール、青年野球、サッカー、ソフトボールおよびバレーボールがこれに該当する。

## 市政府

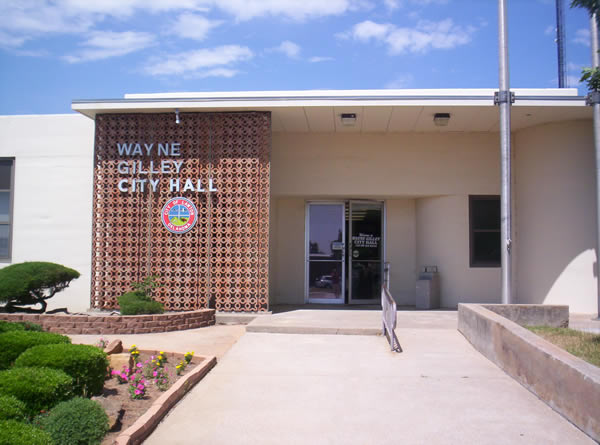
旧ロートン市庁舎（旧エマーソン小学校、2010年）。2013年に市庁舎が移転した後は使われなくなり、2015年に取り壊された。

ロートン市は市政委員会・シティマネジャー方式を採用している。市の主たる権威は市政委員会にあり、条令、決議および契約を承認する。市内は8つの選挙区に分かれ、それぞれが3年任期の市政委員を選出する。3年ごとに改選される市長は市政委員会の議事を主宰し設定するが、市政府の長として主に儀礼的な役割になっている。市政の日々の管理は市政委員会に指名されるシティマネジャーが行う。
ロートンはコマンチ郡の郡庁所在地であり、郡庁舎と裁判所がある。4年任期で選出される3人のコミッショナーが郡政府を動かしている。
アメリカ合衆国下院議員の選出についてはオクラホマ第4選挙区に入っている。オクラホマ州上院議員の選出については第31および第32選挙区に入っている。オクラホマ州下院議員の選出については第62から第64選挙区に入っている。

## インフラ

### 交通

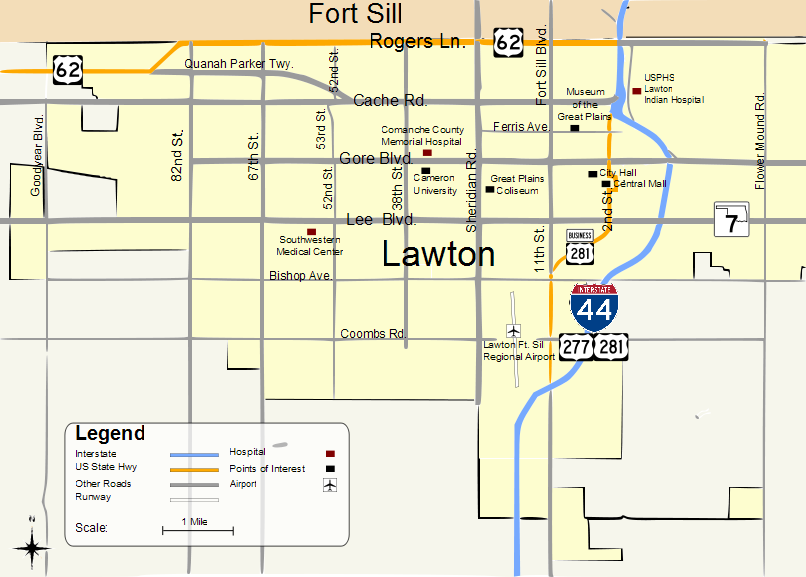
ロートンの市街図

ロートンの主要道路は州間高速道路44号線であり、市内ではH・E・ベイリー・ターンパイクとも呼ばれ、北東のオクラホマシティと南のテキサス州ウィチタフォールズとを結んでいる。アメリカ国道62号線も市内を通っており、西のアルタスや北のアナダーコなど地域の町を結んでいる。その他の大通りとしてアメリカ国道277号線と同281号線があり、これらはH・E・ベイリー・ターンパイクと平行して走り、南のウィチタフォールズから北のアナダーコやチカシェイなど地域の町とを繋いでいる。オクラホマ州道7号線はダンカンとを繋いでいる。
ロートン地域交通システムがロートンとフォートシルの公共交通を提供している。主要駅はロートン公共図書館近くにあり、市内5つの経路を走らせている。
空路の場合はロートン・フォートシル地域空港を使うことができる。ダラス・フォートワース国際空港へのアメリカン・イーグル航空の定期便があり、また軍用にも使われている。

### 健康管理
ロートンには3つの総合病院がある。最大のものはコマンチ郡記念病院であり、283床非営利で250人の医師を雇用している。市内南西部にあるのがサウスウェスタン医療センターであり、199床、医師150人の病院である。さらにアメリカ合衆国公衆衛生局ロートン・インディアン病院も市内にあり、インディアン住民への医療を担当している。この病院は26床、医師は23人である。

## メディア
「ロートン・コンスティチューション」が地域唯一の日刊紙であり、購読数は3万部である。またフォートシルの新聞「ザ・キャノナー」は主に軍属向けの週刊紙である。「ザ・キャメロン・カレジャン」は主にキャメロン大学の学生を対象にしている。さらにオクラホマ州南西部のニュースや娯楽を対象にした月刊の「オーキー・マガジン」が発行されている。
ロートンのラジオ局は、AMが2局、FMが15局ある。
ロートンはウィチタフォールズ・ロートン・メディア市場の中にあり、ネルソン・メディア・リサーチに拠れば、テレビ視聴人口は154,450人で国内149位である。ABC系列のテレビ局が地元ニュースを流している。他にNBC、CBSおよびフォックス放送系列の3局がウィチタフォールズにある。

## 著名な住人
- ブライアン・ホワイト、カントリー歌手[78]
- ケリー・ウィリス、カントリー歌手[79]
- レオン・ラッセル、カントリー歌手[80]
- コンラッド・ハーウィグ、グラミー賞候補になったジャズ・トロンボーン奏者[81]
- スティーブン・ドローズ、ザ・フレーミング・リップスのドラマー[82]
- N・スコット・モマデイ、ピュリッツァー賞を受賞した著作家[83]
- ドン・ブランディング、詩人[84]
- C・J・チェリイ、ヒューゴー賞を受賞した著作家[85]
- ランディ・バース、オクラホマ州上院議員、民主党、元阪神タイガース選手[86]
- ジュリアン・ニームサイク、フォートシル生まれ、元在チェコスロバキアアメリカ大使[87]
- チャールズ・チビッティ、第二次世界大戦中にコマンチ語暗号文話者[88]
- ジョーン・クロフォード、アカデミー賞を受賞した女優[89]
- ロバート・S・ジョンソン、第二次世界大戦のエースパイロット[90]
- ステーシー・キング、NBAバスケットボール選手、チャンピオンに3度なった[91]
- ローレン・ネルソン、2007年ミス・アメリカ[92]
- チャールズ・トンプソン、オクラホマ大学のアメリカンフットボール選手[93]
- ウィル・シールズ、NFLアメリカンフットボール選手[94]

## 姉妹都市
- ドイツ、ラインラント＝プファルツ州、ギューレスハイム[95]